# Río Waiau Toa / Clarence
El río Clarence (en maorí: Waiau Toa; oficialmente Waiau Toa / Clarence River) es un importante río que fluye a través de la cordillera de Kaikōura en el noreste de la isla Sur de Nueva Zelanda. Con unos 209 kilómetros de longitud, es el río más largo de Canterbury y el octavo más largo de Nueva Zelanda.
Durante sus primeros 50 kilómetros, el río discurre en dirección sureste. A continuación, gira hacia el noreste, descendiendo por un largo valle recto entre las cordilleras de Kaikōura interior y marítima. Al final de las Kaikōuras del Mar, el río serpentea a través de una zona montañosa ondulada antes de desembocar en el océano Pacífico cerca de la ciudad de Clarence. Una gran parte del río se encuentra dentro de los límites de Molesworth Station.
El río y sus afluentes atraviesan rocas formadas en el fondo marino del Pacífico durante el Cretácico tardío hasta el Eoceno medio, periodo en el que la mayor parte de Nueva Zelanda estuvo en algunos puntos casi totalmente sumergida, lo que proporciona un registro útil de este periodo de tiempo y ha contribuido a nuestra comprensión de varios acontecimientos que tuvieron lugar durante esa época. La zona también proporciona una valiosa visión de los acontecimientos geológicos más recientes, al haberse visto muy afectada por el terremoto de Kaikōura de 2016. 

## Historia y nombre
La zona que rodea al Waiau Toa tiene una larga historia de habitabilidad preeuropea y fue en su día una de las zonas más pobladas de la isla, con múltiples iwi vinculadas a la región. Mientras que las evidencias arqueológicas en el lado norte del río, como una serie de basureros, sugieren una temprana habitabilidad en la zona por parte de la iwi Waitaha, las primeras evidencias concretas de habitabilidad maorí permanente se refieren a un Kāti Māmoe pā en Waipapa, en el lado sur de la desembocadura del río. Una incursión en el asentamiento de Waipapa por parte de los Rangitāne resultó decisiva para la expansión del asentamiento maorí en la región, ya que un posterior ataque a los Rangitāne por parte de los Ngāti Kurī hizo que estos últimos volvieran cautivos y se casaran en la zona. Tras la ruptura de la relación entre los Ngāti Mamoe y los Ngāti Kurī, Waipapa fue ocupada por los Ngāti Kurī, expulsando a los Ngāti Mamoe de la zona y dando a Ngāti Kurī mana whenua sobre la región hasta el día de hoy. Posteriormente se establecieron otros asentamientos en la zona, incluso en la desembocadura del Waiau Toa, cerca de un lugar de desembarco de waka.
La frecuencia con la que la iwi local de Waiau Toa cambiaba está parcialmente relacionada con su importancia como mahinga kai (lugar de recogida de alimentos). Tradicionalmente, la zona proporcionaba una amplia variedad de fuentes de alimentos, incluyendo aves (como kererū, tūī y tītī), plantas (como harakeke, raupō y kiekie) y mariscos (como pāua, kina y pipi). Las llanuras de inundación del río proporcionaban un amplio suelo fértil para el desarrollo de jardines, con una gran comunidad agrícola que se desarrolló en torno a los numerosos cultivos de pā, incluyendo kūmara, que normalmente no podrían crecer tan al sur.
El nombre maorí del río, Waiau Toa, apunta a una leyenda relacionada con este río y el cercano río Waiau Uwha. Ambos ríos nacen a ambos lados de la cordillera de St James, separados por unos 2 kilómetros, antes de fluir en diferentes direcciones y terminar a 80 kilómetros de distancia en sus desembocaduras. Según la leyenda, el Waiau Toa y el Waiau Uwha eran amantes que, por razones desconocidas, se convirtieron en sus respectivos ríos, y se dice que el aumento del caudal por el deshielo representa su llanto por estar separados.
El origen del nombre europeo del río no está claro. El nombre "río Clarence" aparece por primera vez en una carta de la región de 1856 junto al nombre maorí, aunque se cree que es una grabación de un nombre anterior en honor al rey Guillermo IV, que era el duque de Clarence antes de su ascenso al trono, posiblemente por el político local y primer ministro Frederick Weld[8]. Los nombres europeos y maoríes para el río se han utilizado indistintamente durante gran parte de la historia del río después del asentamiento europeo, y en 2018 el río fue oficialmente nombrado como Waiau Toa / Clarence River, convirtiéndose en uno de los muchos lugares de Nueva Zelanda que tienen un nombre doble.

## Geografía
El río Clarence comienza cerca del paso de Clarence en las montañas Spenser, justo después del extremo norte de los Alpes del Sur. El río superior fluye a través del lago Tennyson antes de unirse al arroyo Princess y al Serpentine Creek y fluir hacia el sur durante unos 25 kilómetros en dirección a Hanmer Springs. Al llegar a la cordillera Hanmer, el río gira y fluye hacia el este durante 10 kilómetros y hacia el norte durante otros 8 kilómetros, dirigiéndose hacia Molesworth Station y su confluencia con el río Acheron. A partir de aquí, el Clarence se adentra en un largo y recto valle en el que separa las cordilleras Kaikōura interior y marítima, fluyendo aproximadamente en paralelo a la línea de costa y al río Awatere. Este tramo es muy popular entre los practicantes de packraft por la variedad y la lejanía que ofrece.
Hacia el extremo norte de la cordillera Kaikōura marítima, el río gira hacia la costa a través de un desfiladero conocido históricamente como Sawtooth Gorge antes de abrirse a una estrecha llanura costera. A continuación, serpentea de nuevo hacia el suroeste a lo largo del flanco oriental de la Kaikōura marítima como un río trenzado durante unos 12 kilómetros antes de girar una vez más hacia el sureste y desembocar en el océano Pacífico. En total, el río tiene una longitud de unos 209 kilómetros, lo que lo convierte en el octavo río más largo de Nueva Zelanda.
Los afluentes septentrionales del tramo medio del río Clarence (por ejemplo, el arroyo Mead, el arroyo Dee, el arroyo Branch y el arroyo Muzzle) atraviesan un bloque de caliza y marga levantado, plegado y girado que se acumuló en el fondo marino desde el Cretácico tardío hasta el Paleoceno y el Eoceno medio (hace entre 75 y 45 millones de años). Las exposiciones de esta caliza -la caliza de Amuri- proporcionan algunos de los registros más completos de este intervalo de tiempo de la historia de la Tierra. Han proporcionado información importante para nuestra comprensión del Máximo térmico del Paleoceno-Eoceno (PETM), el Máximo térmico del Eoceno 2 (ETM-2) y otros eventos hipertermales del Paleógeno.

La geografía del Clarence también se ve afectada por los frecuentes terremotos de Nueva Zelanda. Tras el terremoto de Kaikōura de 2016, un deslizamiento bloqueó el río Clarence a una distancia de entre 10 y 12 kilómetros de su desembocadura, provocando una acumulación de agua detrás de él. Debido al riesgo de inundaciones repentinas río abajo, se evacuó a los residentes por debajo del deslizamiento. El río se abrió paso entre los escombros 16 horas después de producirse.

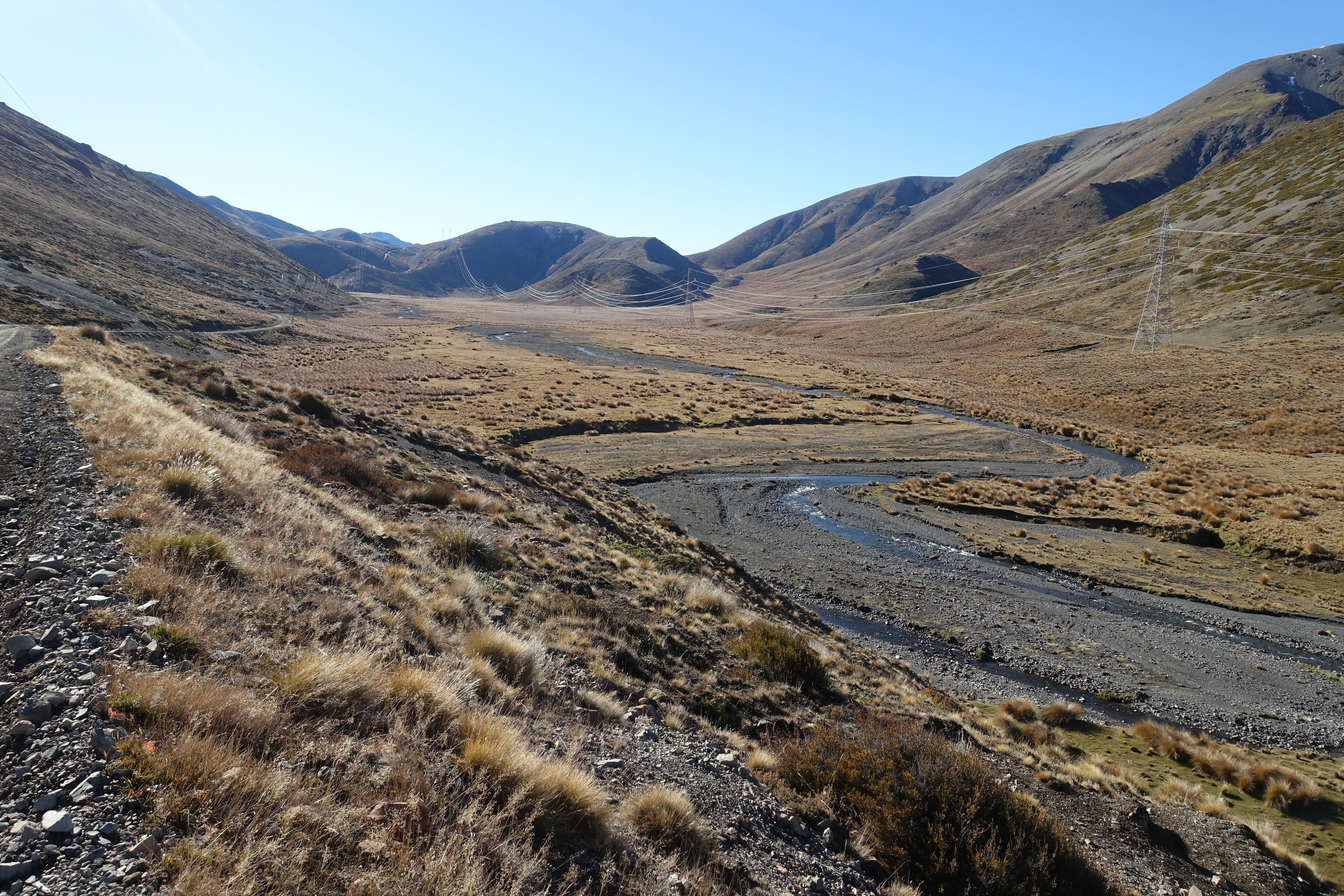
Tramo superior del río Clarence
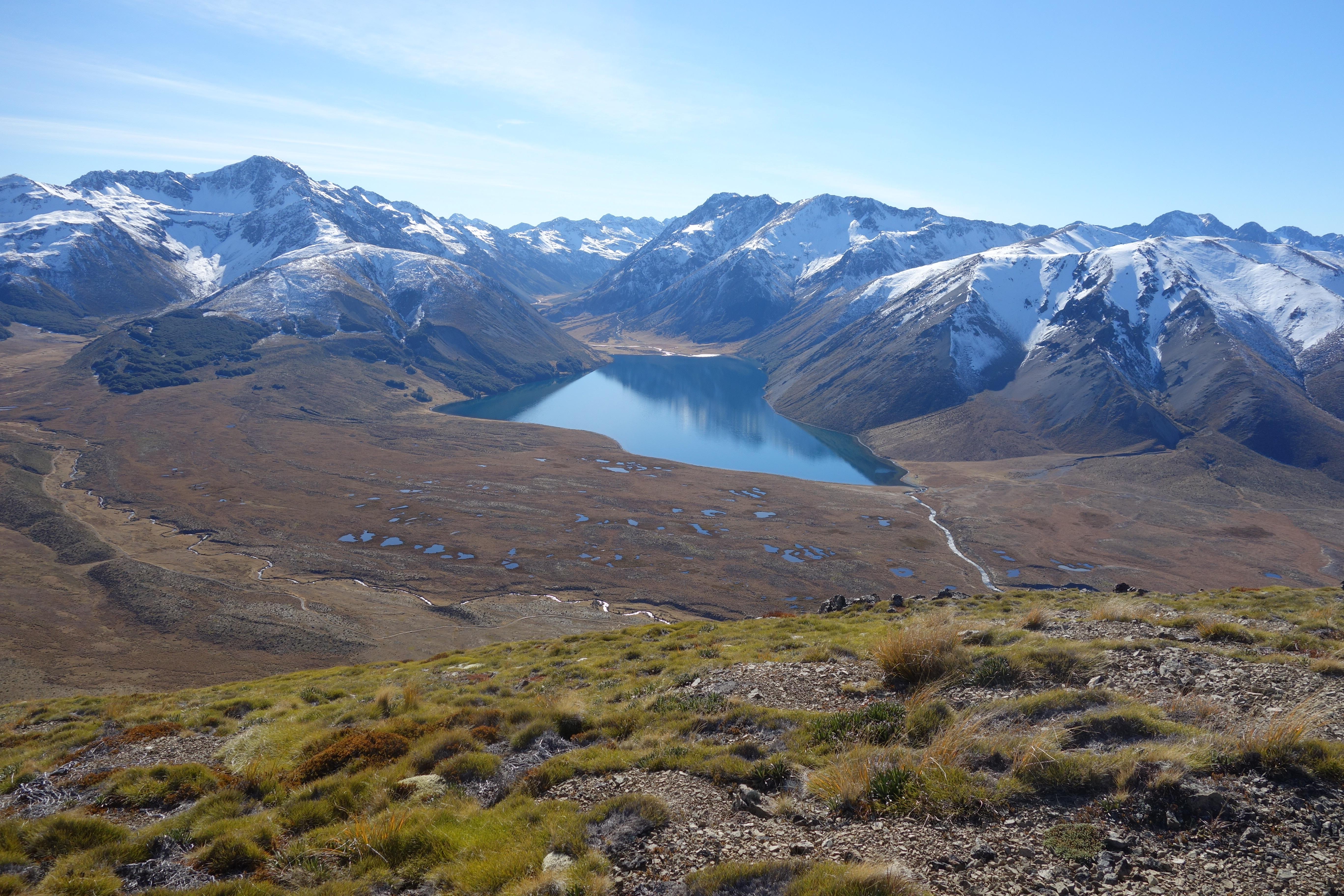
El lago Tennyson visto desde el sur
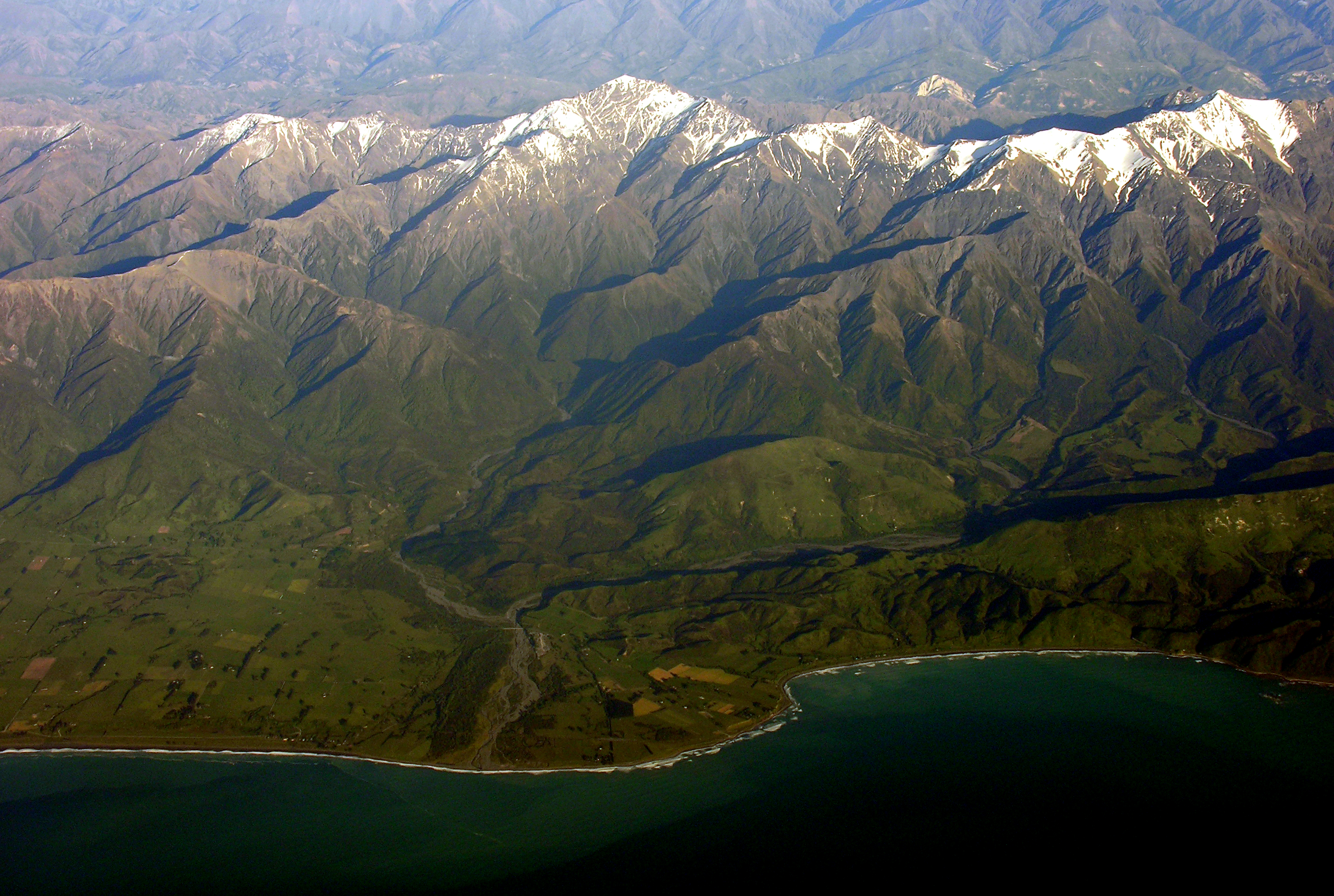
Desembocadura del río Clarence frente a la cordillera Kaikōura